# 遺産の商品化
遺産の商品化（いさんのしょうひんか、英語: Heritage commodification）は、文化資本としての有形無形の文化財・文化遺産あるいは自然環境などの自然遺産をコモンズ（文化的財・環境財）として扱い、商業利用する文化経済的行為。主としてヘリテージツーリズムのような観光業における観光開発。

## 商品化サンプル

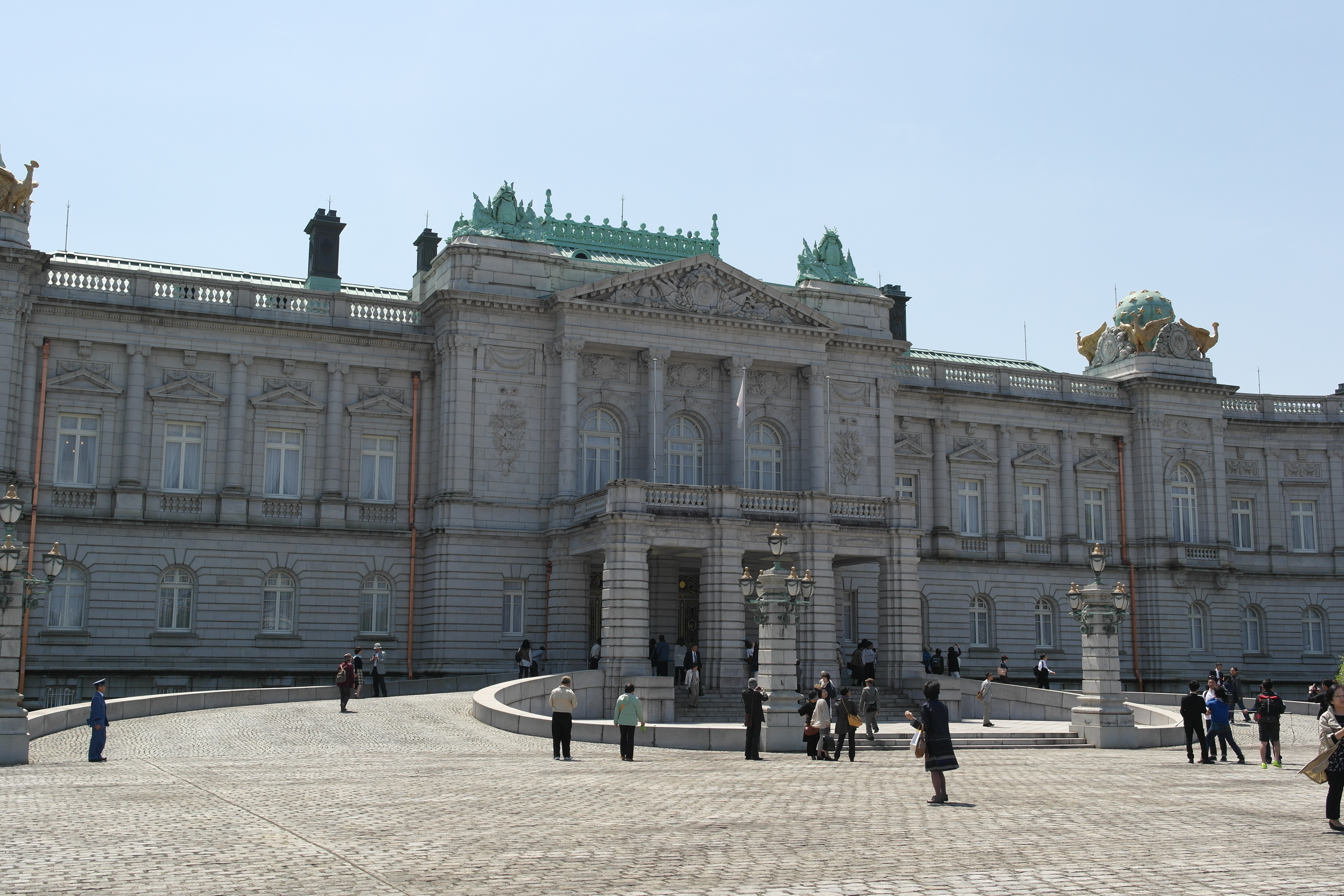
開放された赤坂迎賓館

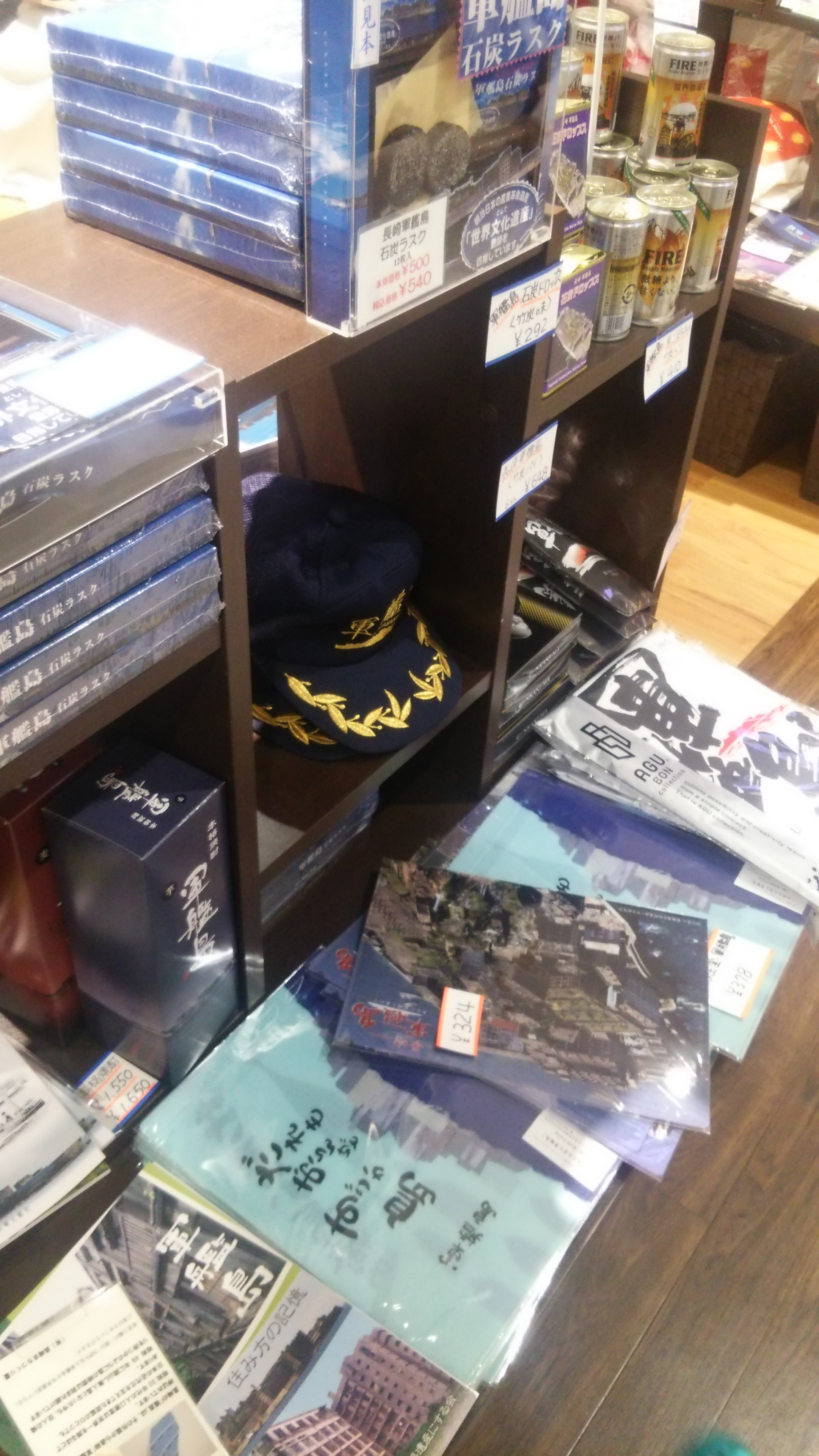
世界遺産登録直後から軍艦島の商品(グッズ)化が進む

遺産の商品化で最も顕著な例が世界遺産であろう。世界遺産登録という肩書き・ブランド力は登録直後からの訪問者数の急増ぶりからも経済効果の大きさが窺い知れる。これをさらに推進しようというのが、文化庁が始めた日本遺産制度になる。
政府が始めたユニークベニュー政策により国宝の迎賓館が予約なしの通年公開となり盛況を博しているのは遺産の商品化の成功例とされる。
美術館や博物館も展示物などの可動文化財を公開することで商品化していると見なせ、元来は地域の内々で継承してきた祭りや伝統芸能といった無形文化財・無形文化遺産を観光資源として集客につなげることもある。
観光に伴う派生として日本特有のものに土産菓子があり、これも遺産の商品化の副産物といえる。
観光のような三次産業以外では、一次産業で農業遺産登録地での農産物のブランド化、二次産業では創造都市において伝統工芸を発展させた創造性ある品物を開発・販売することも遺産の商品化といえる。
また、歴史的背景がない現代都市における都市文化を都市遺産として顕彰する動きもあり、都市観光としての活用が見込まれる。これに関してはアメリカの都市建築家マイケル・ソーキンは、自身による都市論『Variations of a Theme Park』と伝統環境の研究のための国際協会(IASTE)での発言で、「資本主義の理論により都市と建築が商業化されるコモディフィケーション（商品化）現象が起き、結果として景観は道具化している」と述べている。

### ユネスコ公認

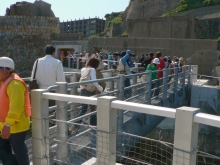
廃墟が遺産となり商品化した軍艦島は寡占状態

世界遺産の本来の目的は厳正保護であったが、2002年の国連文化遺産年をきっかけにユネスコは社会問題意識の醸成とカルチュラル・スタディーズ、そして途上国での雇用確保と保全費用捻出のための収益源にすべく活用するという方針を掲げ、世界観光機関(UNWTO)などと「世界遺産と持続可能な観光プログラム」を作成している。
世界遺産の持続可能な観光プログラムでは、7つのガイドラインを策定している。
1. 観光に対処できるだけの管理能力の育成
2. 遺産地域の人々が観光産業に参加し恩恵を享受する
3. 遺産周辺地域の商品を市場へ送り出す手助けをする
4. 教育を通じて遺産に対する保護意識を喚起する
5. 観光収益を遺産の保護費用に充てる
6. 他の地域の遺産と経験を共有する
7. 観光関係者の意識向上を促す。以上を遵守することで、観光による世界遺産の保護と活用の実現を目指す。

これに伴い国際労働機関(ILO)は「持続可能な発展の協力となる鍵～就労」を推進するにあたり、遺産を商品化した観光への就労に期待している。
なお、ユネスコが採択した「歴史的都市景観に関する勧告」では、「market exploitation of heritage（遺産の商業的利用）」としている。

### 粗悪商品
遺産商品化に際し、土台となる遺産そのものの価値が疑わしければ、商品化したものの価値も損なわれる。これは世界遺産評価における素材（文化資材）などの真正性に共通する。
アメリカの社会学の研究者ディーン・マッカネルは、ハワイのフラやバリ島のケチャなど創られた芸能すなわち元々商品開発されたものが、さも本物の文化に基づくものであるかのように扱われることを危惧している。

### 偽商品
中国で造られた偽スフィンクス（仿造狮身人面像）が国際問題にまで発展したが、模倣建造物（duplitecture）の商品化（コピー商品）はテーマパークなどにもみられるものであり、受け手側が認識していれば問題ではない。
むしろ美術館・博物館などにおける展示物の贋作のほうが深刻で、真贋を究明し公表・撤去する行為は困難であるが、それを知らない観覧者は偽物の商品を買わされていること（詐欺）になる。また、レプリカの展示も周知徹底しておかねば偽商品に等しく、集客のための誇大広告は押し売り行為にもなりかねない。

### 商品の遺産化
文化的・学術的価値は証明されていながら既に観光開発された場所すなわち商品を改めて遺産化する難しさは、世界遺産に推薦していた鎌倉が慢性的な交通混雑が文化財に与える悪影響や雑多な景観が指摘され不登録勧告された事例が如実に物語っている。

## 自然の商品化
自然の商品化は環境破壊・景観破壊から生物多様性の損失や種の絶滅を伴うことから、よりリスクが大きくなる。上部画像は中国の世界遺産武陵源に設けられたエレベーターだが、自然の商品化に一石を投じた。
国際連合環境計画(UNEP)が自然遺産98ヶ所を対象にした調査で、53％が観光によって生活が向上したと報告しているが、その陰で失われた自然環境については言及されていない。
日本では国立公園での長期滞在による自然体験やリゾートホテルの誘致などを展開する「国立公園満喫プロジェクト」（日本版ナショナルパーク）を策定し、阿寒国立公園・十和田八幡平国立公園・日光国立公園・伊勢志摩国立公園・大山隠岐国立公園・阿蘇くじゅう国立公園・霧島錦江湾国立公園・慶良間諸島国立公園の八ヶ所が選定され、国立公園の観光活用促進のため旅行会社など企業とパートナーシップ契約を結び旅行商品としての積極的利用も始めるほか、観光客数が伸び悩む国立公園のテコ入れに地域経済活性化支援機構をあて観光開発を促進する。
自然の商品化は自然の権利を堅持し、自然と人間の共生に基づくエコツーリズムやエコミュージアムのような持続可能性を伴う啓蒙的利用（共生マーケティング）が望まれる。

## 弊害
遺産の商品化の問題は観光公害にあるが、インフラストラクチャー整備やその後の雇用に外資系企業が参入することで搾取され、本来の目的である経済循環の地域還元が弱まることも懸念されたり、短時間滞在で通り過ぎ地域でお金が使われず「ビタ一文入らない」状態になぞらえ「ゼロドルツーリズム」と呼ばれる事態も起こっている。
カザフスタンの世界遺産シャフリサブスでは、観光用に歴史的建造物を破壊しホテルを建設したことで「視覚的な不可逆的変更が加えられた」として危機遺産の指定をうけている。

### 不採算
遺産の商品化の目的は詰まるところ経済効果であるが、必ずしも収益が上がっているわけではない。世界遺産であり国際観光文化都市でもある京都を訪れる観光客による消費額は平成26年に約8139億円と過去最高を記録しているが（令和元年には1兆円超）、門川大作京都市長は「京都は観光がとても活況なのに市の税収はまったく伸びていない」と述べている。実際には観光消費により地方消費税は増えているが、宿泊施設・飲食店・土産屋・交通事業など観光業就労者の75％が非正規雇用であるため地方税の納付額が低いことを暗喩している。一方で訪日外国人旅行者の増加による混雑や質・サービスの低下から、リピーターが多い日本人の訪問者が減少傾向となり、平成30年には独自に宿泊税を導入したことで新たな財源を確保したが、不評による旅客離れに拍車をかけた。さらに観光収益で潤わないため、京都市は2028年にも財政再生団体に転落する恐れがあることを明らかにした。その歳出の一因には観光地としてのインフラ整備に伴う莫大な出費もあるが、財政再生団体に陥ると市政での予算編成ができなくなり、文化対策が滞ることで魅力ある街づくりが後退するばかりか、文化財・文化遺産が荒廃しかねない恐れすらあり、遺産の商品化はデメリットと表裏一体であることを示唆している。
また、新規の世界遺産が登録されるとそちらへ客足が移ろうネオフィリア現象（新しいもの好き）により、継続した経済効果が得られないことも問題となっている。

## 対応策
遺産の商品化の最も顕著な観光利用について、2016年2月25日に奈良において、国連世界観光機関（UNWTO）と日本の観光庁による「遺産観光に関する国際会議」が開催され、世界遺産を含む観光資源としてのさまざまな遺産の持続可能性を探る議論が行われた。